# Leptomorphus nebulosus
Leptomorphus nebulosus är en tvåvingeart som först beskrevs av Walker 1848.  Leptomorphus nebulosus ingår i släktet Leptomorphus och familjen svampmyggor. Inga underarter finns listade i Catalogue of Life.